# Contea di Jia
La contea di Jia (郏县S, Jiá XiànP) è una contea della Cina, situata nella provincia di Henan e amministrata dalla prefettura di Pingdingshan.